# Дерцбах
Дерцбах (нім. Dörzbach) — громада в Німеччині, знаходиться в землі Баден-Вюртемберг. Підпорядковується адміністративному округу Штутгарт. Входить до складу району Гоенлое.
Площа — 32,36 км2. Населення становить 2491 ос. (станом на 31 грудня 2020).

## Історія

### Доісторичний період
Деякі знахідки які були знайдені на території міста, свідчать про те що Дерцбах був заселений ще у 3500 році до нашої ери. 

### Середньовіччя
За часів герцогств, громада входила до герцогства Франконії. Вперше, про замок Дерцбах у   документах згадують як Торцбах, а до 15 століття він вже мав насичену історію з багатьма власниками та аукціонерами. 

## Економіка

### Виноробство
Виноробні господарства у Дерцбаху належать великому винограднику Кохберг, а більшість виноробних громад знаходяться на «Винній вулиці» Віттемберга. 

### Кар'єр
На північ від району Дерцбах-лайбах на правому схилі долини Лайбах, є кар'єр вапняку-черепашника з гравієм.

## Транспорт

### Громадський транспорт
Транспортний зв'язок у Дерцбаху забезпечують декілька компаній, зокрема: SWEG та Jaggstallbahn AG.

### Аеродром
На південний захід від району Хохбах, знаходиться аеродром під назвою «Ultraleicht-Verein Dörzbach e. V.».

### Дорожній рух
Дерцбах знаходиться на Автошляху В19, який йде від Швебіш-Галля на півдні, до Бад-Мергентгайма на півночі, через Федеральну трасу А6 та перехрестя, де знаходиться Дерцбах.

## Галерея

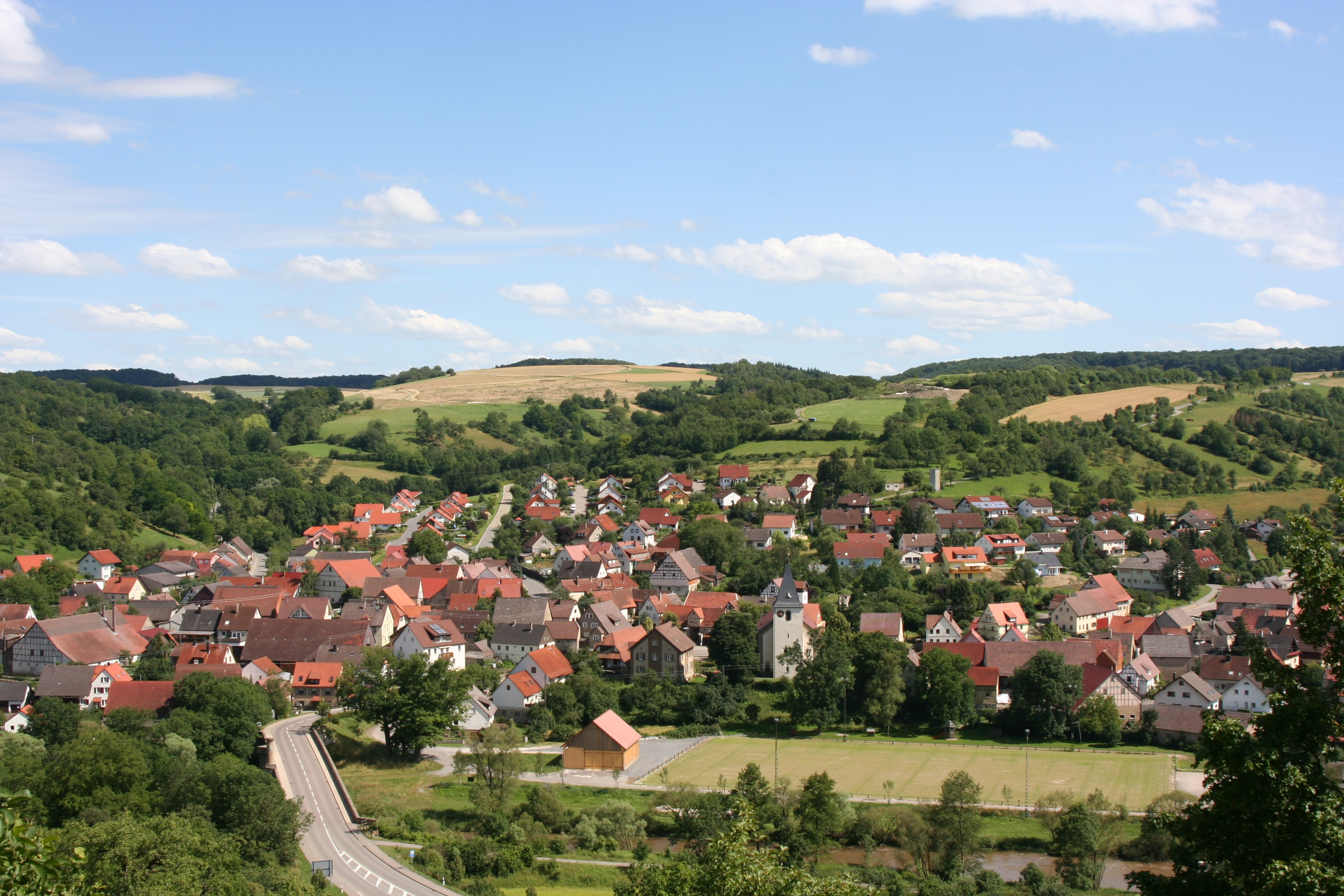
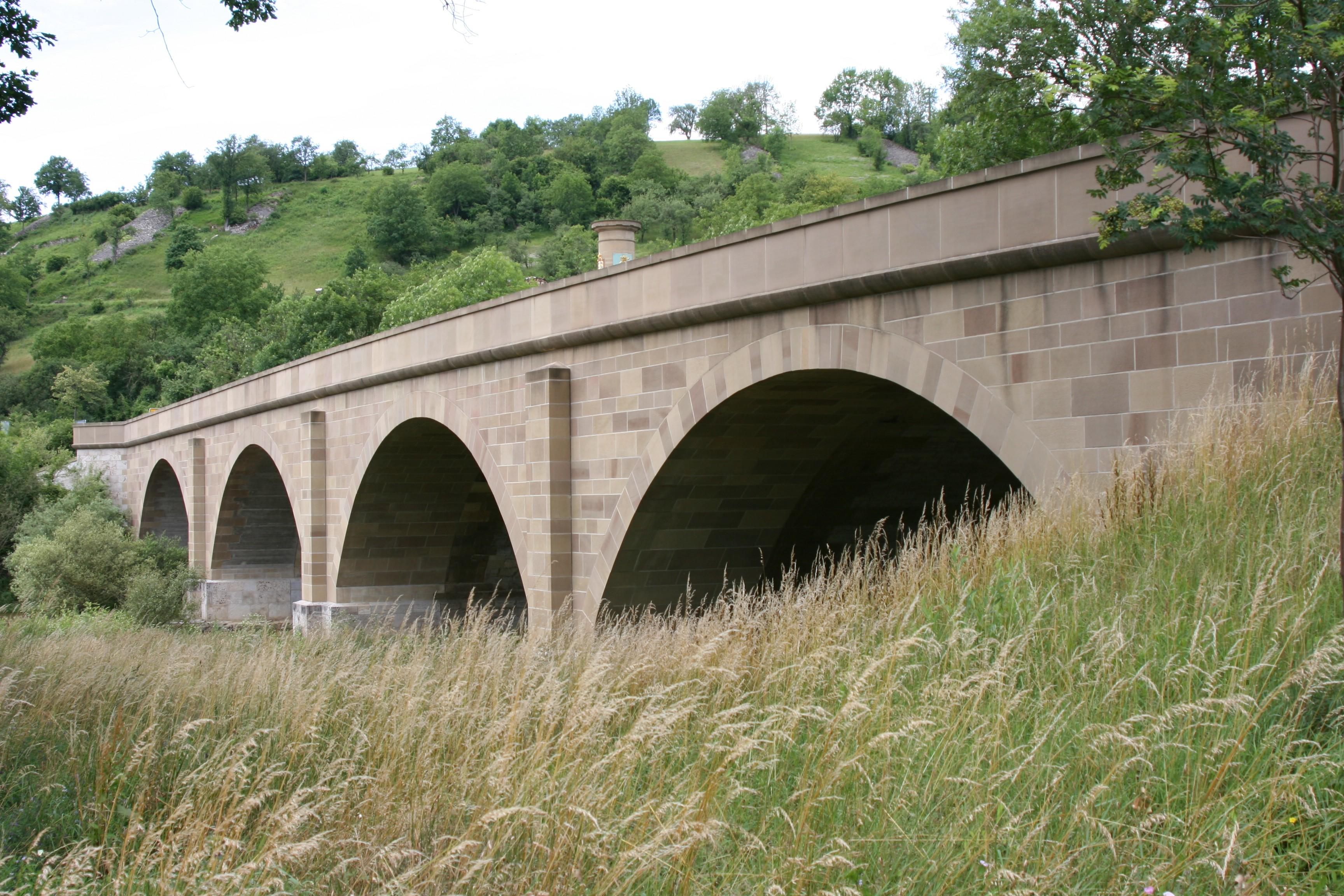
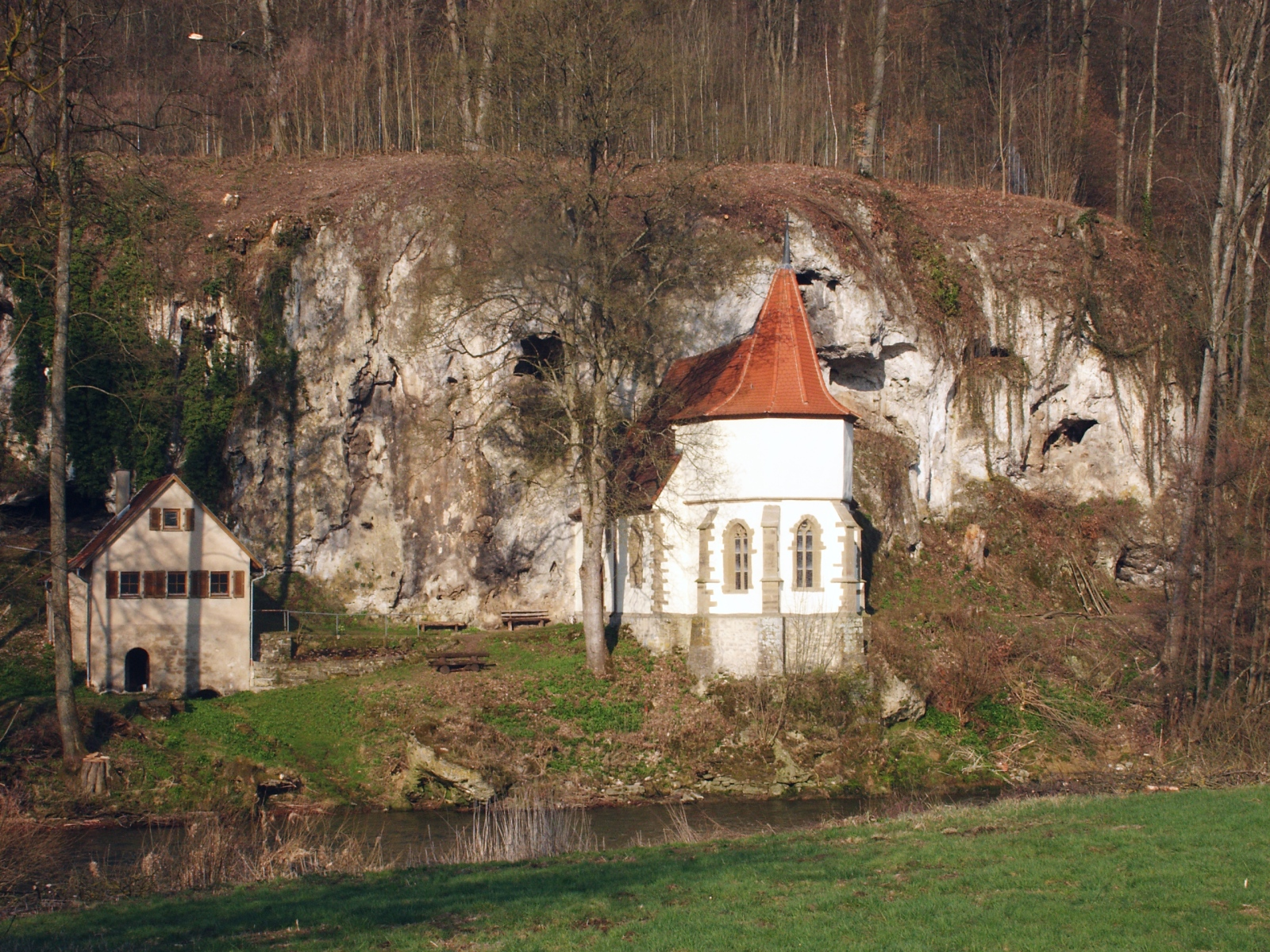